# Holding All the Roses
| Đánh giá chuyên môn | Đánh giá chuyên môn |
| Điểm trung bình     | Điểm trung bình     |
| Nguồn               | Đánh giá            |
| ------------------- | ------------------- |
| Metacritic          | 74/100              |
| Nguồn đánh giá      |                     |
| Nguồn               | Đánh giá            |
| AllMusic            | [ 2 ]               |
| The Guardian        | [ 3 ]               |

Holding All the Roses là album phòng thu thứ tư của ban nhạc Southern rock/Country rock người Atlanta, Georgia Blackberry Smoke. Album phát hành vào ngày 10 tháng 2 năm 2015.

## Diễn biến thương mại
Album ra mắt tại vị trí #29 trên bảng xếp hạng Billboard 200, với doanh số bán lẻ đạt hơn 18.000 bản trong tuần đầu phát hành. Album này cũng ra mắt tại vị trí quán quân US Billboard Top Country Albums, trở thành album đầu tiên của nhóm đạt vị trí quán quân của bảng xếp hạng này. Album đã bán ra 45.800 bản tại Hoa Kỳ tính đến tháng 4 năm 2015.

## Danh sách và thứ tự các bài hát
Tất cả các ca khúc được viết bởi Charlie Starr trừ bài "Lay It All on Me", được viết bởi Starr và Travis Meadows.
| STT              | Nhan đề                           | Thời lượng |
| ---------------- | --------------------------------- | ---------- |
| 1.               | "Let Me Help You (Find the Door)" | 3:04       |
| 2.               | "Holding All the Roses"           | 3:17       |
| 3.               | "Living in the Song"              | 3:24       |
| 4.               | "Rock and Roll Again"             | 2:48       |
| 5.               | "Woman in the Moon"               | 4:37       |
| 6.               | "Too High"                        | 3:12       |
| 7.               | "Wish in One Hand"                | 3:08       |
| 8.               | "Randolph County Farewell"        | 1:17       |
| 9.               | "Payback's a Bitch"               | 4:19       |
| 10.              | "Lay It All on Me"                | 3:10       |
| 11.              | "No Way Back to Eden"             | 4:35       |
| 12.              | "Fire in the Hole"                | 3:47       |
| Tổng thời lượng: | Tổng thời lượng:                  | 40:39      |

## Xếp hạng

### Xếp hạng tuần
| Bảng xếp hạng (2015)                                  | Vị trí cao nhất |
| ----------------------------------------------------- | --------------- |
| Album Bỉ (Ultratop Vlaanderen)                        | 112             |
| Album Bỉ (Ultratop Wallonie)                          | 70              |
| Album Hà Lan (Album Top 100)                          | 48              |
| Album Na Uy (VG-lista)                                | 34              |
| Album Thụy Điển (Sverigetopplistan)                   | 15              |
| Album Hoa Kỳ Billboard 200                            | 29              |
| Album Hoa Kỳ Top Country (Billboard)                  | 1               |
| Album Hoa Kỳ Top Rock (Billboard)                     | 7               |
| Đã nhập bảng xếp hạng không hợp lệ BillboardSales\|23 |                 |